# Johann Georg Schaarschmidt
Johann Georg Schaarschmidt (* 24. März 1932 in Hamburg; † 3. August 2022) war ein deutscher Dirigent, Opernregisseur und von 1980 bis 1996 der vierte Rektor der Hochschule für Musik Freiburg.

## Biografie
Schaarschmidt wurde als Sohn des Geschäftsmanns Egon Jules Schaarschmidt und dessen Frau Annemarie, geb. Berkhan, in Hamburg geboren. Nach einem Kapellmeisterstudium in Freiburg und Darmstadt war er von 1960 bis 1970 Regieassistent und Spielleiter am Staatstheater Darmstadt, an der Deutschen Oper Berlin sowie bei den Bayreuther und Salzburger Festspielen.
1970 erhielt er eine Professur im Fach Dramatischer Unterricht an der Staatlichen Hochschule für Musik und darstellende Kunst Hamburg. 1974 wechselte er als Leiter der Opernschule zur Staatlichen Hochschule für Musik in Freiburg, deren Rektor er von 1980 bis 1996 war.
Als Regisseur inszenierte Schaarschmidt zahlreiche Opernaufführungen, unter anderem in Freiburg, Basel, Berlin und Tokyo. Seit 1985 war er Jurymitglied des Karl-Sczuka-Preises. Außerdem war er Ehrensenator der Hochschule für Musik in Freiburg.
Johann Georg Schaarschmidt starb am 3. August 2022 im Alter von 90 Jahren.

## Auszeichnungen
2011 erhielt er den „Solidar-Energie-Preis“ für sein Engagement als Vorsitzender des Vereins „Freiburger Straßenschule“, der sich um junge Menschen in schwierigen Lebenssituationen kümmert.